# Mangeons les riches
Pour les articles homonymes, voir Eat the Rich.

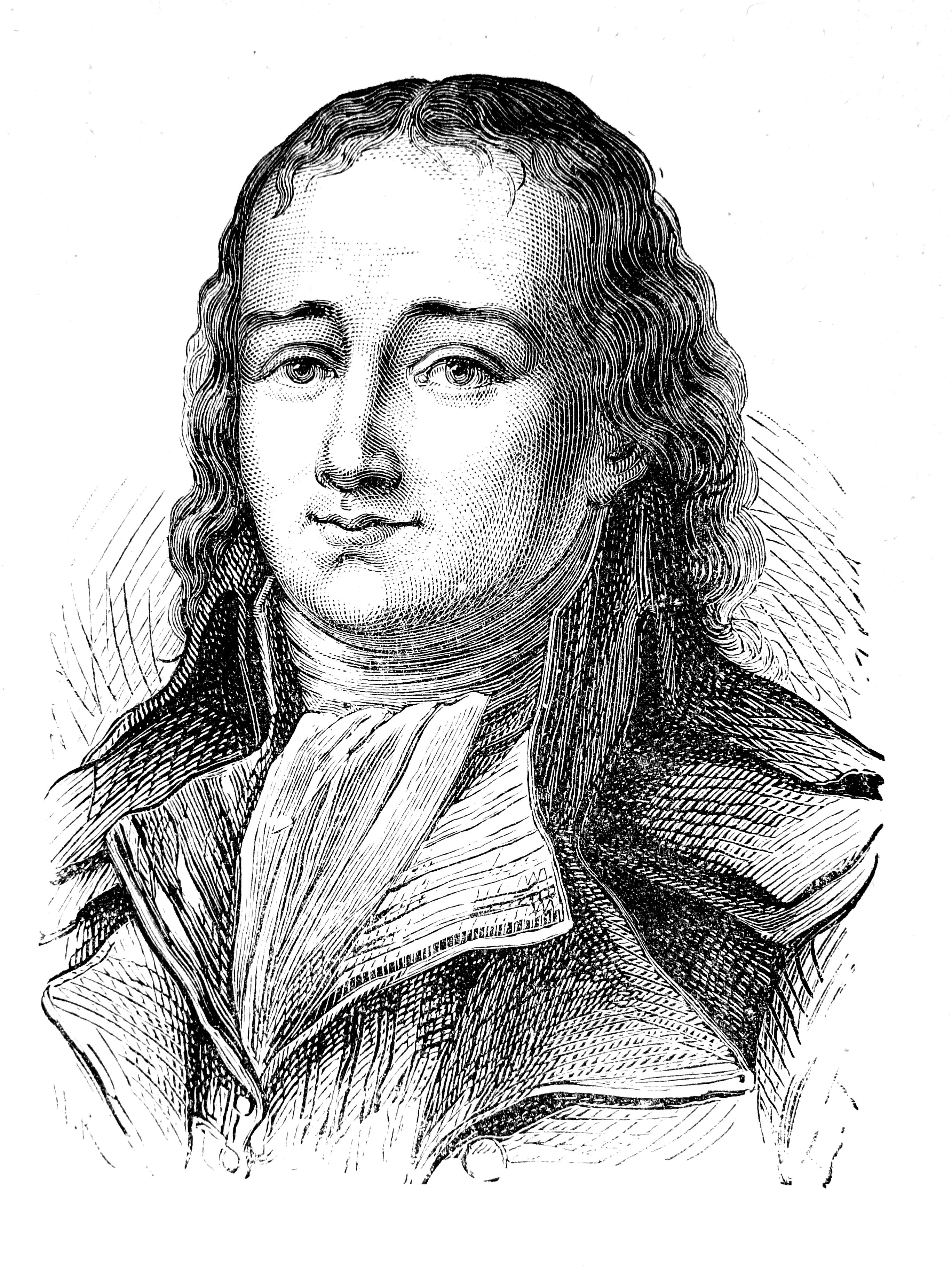
Pierre Gaspard Chaumette, a affirmé que l'auteur du slogan est Jean-Jacques Rousseau

Mangeons les riches — Eat the Rich en anglais — est l'abréviation d'un dicton attribué à Jean-Jacques Rousseau (1712-1778). Il est au départ utilisé dans les cercles radicaux et anticapitalistes et est largement plus diffusé au début du XXIe siècle en réponse à l'augmentation des inégalités de revenus.

## Origine
Selon l'historien versaillais Adolphe Thiers, le président de la Commune de Paris, Pierre Gaspard Chaumette, prononça un discours devant la ville le 14 octobre 1793 (sous le règne de la Terreur), dans lequel il déclara:

« Rousseau était peuple aussi, et il disait : Quand le peuple n'aura plus rien à manger, il mangera le riche. »

## Usage moderne
L'expression est souvent utilisée dans le contexte de  l'opposition à l'inégalité de la répartition des richesses et est associée au socialisme. L'expression est devenue populaire en ligne, en particulier auprès de la millennials et de la génération Z qui sont généralement plus susceptibles de soutenir des politiques de gauche telles que la social-démocratie et, aux États-Unis, Medicare,,.
L'expression a été utilisée lors d'un rassemblement pour la candidate démocrate progressiste Elizabeth Warren en 2019, en réponse à la position de Warren sur la nécessité d'un changement systémique et d'un impôt sur la fortune.
L'expression « Eat The Rich » est utilisée par un parti politique sud-africain, le Land Party (en), comme slogan de campagne pour les élections locales de 2021 .

## Dans la culture populaire
La phrase est devenue populaire sur Twitter et sur TikTok, où des phrases « tendance » telles que « POV : nous mangeons les riches » sont généralement suivies d'affirmations sur la richesse relative de la personne ciblée sur TikTok, par exemple sur le fait d'étudier à l'étranger ou de payer pour un abonnement Spotify,.
L'expression est utilisée dans le titre d'un film de 1987 (en), dans celui d'une chanson de Motörhead, (écrite pour le film), de Krokus et dans celui d'une chanson d'Aerosmith.